# (100206) 1994 HW
(100206) 1994 HW es un asteroide perteneciente al cinturón de asteroides, descubierto el 16 de abril de 1994 por el equipo del Spacewatch desde el Observatorio Nacional de Kitt Peak, Arizona, Estados Unidos.